# 埃爾莫 (密蘇里州)
埃爾莫（英語：Elmo）是位於美國密蘇里州諾德韋縣的城市。

## 人口
根據2020年美國人口普查的數據，埃爾莫的面積為0.56平方千米，皆為陸地。當地共有人口114人，而人口密度為每平方千米204人。